# Autaugaville
Autaugaville – miasto w Stanach Zjednoczonych, w hrabstwie Autauga, w stanie Alabama. Według danych na rok 2020 miasto zamieszkiwało 795 osób, a gęstość zaludnienia wyniosła 39,18 os./km².

## Położenie
Miasto ma łączną powierzchnię 20,82 km², w tym 20,29 km² stanowi ląd, a 0,53 km² stanowią wody. Autaugaville leży niedaleko takich miast jak: White Hall, Lowndesboro, Prattville, Benton, Billingsley, Hayneville, Mosses oraz Gordonville.

## Demografia
Populacja:
| Rok        | 1910 | 1920   | 1930   | 1940  | 1950  | 1960  | 1970   | 1980  | 1990   | 2000   | 2010  | 2020  |
| ---------- | ---- | ------ | ------ | ----- | ----- | ----- | ------ | ----- | ------ | ------ | ----- | ----- |
| Ludność    | 313  | 362    | 450    | 456   | 459   | 440   | 870    | 843   | 681    | 820    | 870   | 795   |
| Zmiana w % |      | +15,7% | +24,3% | +1,3% | +0,7% | –4,1% | +97,7% | –3,1% | –19,2% | +20,4% | +6,1% | –8,6% |

Ludność według przedziałów wiekowych na rok 2019:
| Wiek                           | 0–4 lat | 5–17 lat | 18–64 lat | 65+ lat |
| ------------------------------ | ------- | -------- | --------- | ------- |
| Ludność w danym przedziale     | 59      | 62       | 497       | 177     |
| Ludność w danym przedziale w % | 7,4%    | 7,8%     | 62,5%     | 22,3%   |

Według danych na rok 2019 miasto liczyło 438 gospodarstw domowych.

## Klimat
Średnia temperatura wynosi +17 °C. Najcieplejszym miesiącem jest czerwiec (+25 °C), a najzimniejszym miesiącem jest styczeń (+7 °C). Średnie opady wynoszą 1716 mm rocznie. Najbardziej wilgotnym miesiącem jest luty (267 mm opadów), a najbardziej suchym miesiącem jest październik (53 mm opadów).

## Transport
Przez Autaugaville przebiegają takie drogi jak: 

- Interstate 65
- U.S. Highway 82
- Alabama State Route 6
- Alabama State Route 14

## Znane osoby urodzone w Autaugaville
- George "Wild Child" Butler, piosenkarz[7]
- Fernandez Ponds, admirał marynarki wojennej